# Clara Nebelong
Clara Nebelong (5 de enero de 1881 – 28 de enero de 1943) fue una organista y actriz cinematográfica de nacionalidad danesa, activa en la época del cine mudo.

## Biografía
Su nombre completo era Hermine Clara Nebelong, y nació en Copenhague, Dinamarca, siendo sus padres el organista Johan Henrik Nebelong (1847-1931) y Hermine Sophie Petronelle Lewy (1848-1881), que murió tras nacer su hija. Siendo joven obtuvo el título de organista y tocó como sustituta de su padre, que tocaba el órgano en la Iglesia Sankt Johannes Kirke de Copenhague.
Se casó con el actor Axel Boesen (1879-1957) el 18 de abril de 1903, empezando con la actividad teatral como apuntadora en el Dagmarteatret, el Casino Teater y el Teatro Real de Copenhague. Durante varios años trabajó como actriz, principalmente en giras provinciales. Fue una de las artistas pioneras de la compañía Nordisk Film, y protagonizó varias películas en 1907. 
Clara Nebelong tuvo dos hijas con Axel Boesen, Agnes Vilner (nacida en 1904) y (16 de septiembre de 1905). El 1 de octubre de 1910 se casó de nuevo, con el también actor Birger von Cotta-Schønberg (1882-1958). 
Nebelong falleció en Copenhague en 1943, a causa de un cáncer. Fue enterrada en el Cementerio Bispebjerg de esa ciudad.

## Filmografía
- 1907 : Røverens brud
- 1907 : Dansen på Koldinghus
- 1907 : Lodsens datter
- 1907 : Feens rose
- 1907 : Et drama fra Riddertiden
- 1907 : Flugten fra Seraillet
- 1907 : Der var engang
- 1907 : Fyrtøjet
- 1907 : Æren tabt - alt tabt
- 1907 : Vikingeblod
- 1907 : Rosen
- 1907 : Feltherrens hævn
- 1907 : Pierrot og Pierette